# Папуа Нова Гвинеја на Светском првенству у атлетици на отвореном 2022.
Папуа Нова Гвинеја је учествовала на 18. Светском првенству у атлетици на отвореном 2022. одржаном у Јуџину  од 15. до 25. јула осамнаести пут, односно учествовала је на свим првенствима до данас. Репрезентацију Папуе Нове Гвинеје представљао је 1 атлетичар која се такмичио у трци на 200 метара. , .
На овом првенству такмичар Папуе Нова Гвинеје није освојио ниједну медаљу нити је остварио неки резултат јер је дисквалификован.

## Учесници
Мушкарци:
- Теренс Талио — 200 м

## Резултати

### Мушкарци
| Атлетичар    | Дисциплина | Лични рекорд | Квалификације   | Квалификације   | Полуфинале          | Полуфинале          | Финале              | Финале              | Детаљи |
| Атлетичар    | Дисциплина | Лични рекорд | Резултат        | Место           | Резултат            | Место               | Резултат            | Место               | Детаљи |
| ------------ | ---------- | ------------ | --------------- | --------------- | ------------------- | ------------------- | ------------------- | ------------------- | ------ |
| Теренс Талио | 200 м      | 21,55        | Дисквалификован | Дисквалификован | Није се квалификово | Није се квалификово | Није се квалификово | Није се квалификово |        |